# Thaumasia argenteonotata
Espèce
Synonymes
- Staberius argenteonotatus Simon, 1898
- Thaumasia uncata F. O. Pickard-Cambridge, 1901

Thaumasia argenteonotata est une espèce d'araignées aranéomorphes de la famille des Pisauridae.

## Distribution
Cette espèce se rencontre du Mexique au Brésil.

## Description
La femelle holotype mesure 8,5 mm.
Le mâle décrit par Silva et Carico en 2012 mesure 6,05 mm et la femelle 5,39 mm.

## Publication originale
- Simon, 1898 : Descriptions d'arachnides nouveaux des familles des Agelenidae, Pisauridae, Lycosidae et Oxyopidae. Annales de la Société entomologique de Belgique, vol. 42, p. 1-34 (texte intégral).